# 2670 Chuvashia
A 2670 Chuvashia (ideiglenes jelöléssel 1977 PW1) a Naprendszer kisbolygóövében található aszteroida. Nyikolaj Sztyepanovics Csernih fedezte fel 1977. augusztus 14-én.